# Гончар Михайло Васильович
Гончар Михайло Васильович (нар. 9 липня 1985, Каховка) — експерт з питань освіти Асоціації міст України, депутат Каховської міської ради Херсонської області VIII скликання, кандидат педагогічних наук, доцент, дослідник історії освіти, лауреат Премії Верховної Ради України за внесок молоді у розвиток парламентаризму, місцевого самоврядування (2016).

## Життєпис

### Освіта
У 2002 закінчив Каховську загальноосвітню школу І-ІІІ ступенів № 6 Каховської міської ради.
У 2001 і 2002 посідав треті місця на Херсонському обласному етапі захисту науково-дослідницьких робіт Малої академії наук України. У 2002 здобув друге місце на Всеукраїнському конкурсі науково-дослідницьких робіт «Слідами історії» (науковий керівник — Микола Огданець).
2002—2007 — навчався на історичному факультеті (згодом — інститут психології, історії та соціології) Херсонського державного університету. Викладач історії, вчитель правознавства. Магістр історії.
2012—2013 — навчався на кафедрі державного управління і місцевого самоврядування Херсонського національного технічного університету. Магістр з державної служби.
2012—2016 — здобувач кафедри педагогіки та психології Комунального вищого навчального закладу «Херсонська академія неперервної освіти» Херсонської обласної ради. Під науковим керівництвом доктора педагогічних наук, професора Слюсаренко Ніни Віталіївни підготував дисертаційне дослідження на тему «Розвиток нижчої професійної освіти на Півдні України у другій половині ХІХ — початку ХХ століття», яку захистив 18 березня 2016 у спеціалізованій вченій раді Д 58.053.01 Тернопільського національного педагогічного університету імені Володимира Гнатюка за спеціальністю 13.00.01 — загальна педагогіка та історія педагогіки. Кандидат педагогічних наук.
10 грудня 2024 рішенням Атестаційної колегії Міністерства освіти і науки України присвоєно вчене звання доцента кафедри педагогіки й менеджменту освіти.

## Професійна діяльність
2003—2004 — керівник гуртка Центру дітей та юнацтва Комсомольського р-ну м. Херсона управління освіти Херсонської міської ради
2006—2007 — вчитель історії Любимівської загальноосвітньої школи — дошкільного закладу І-ІІІ ступенів № 2 смт Любимівка Каховського району Херсонської області.
2007—2009 — асистент кафедри філософії та соціології Херсонського національного технічного університету.
2010—2013 — директор Державного навчального закладу «Каховський професійний ліцей сфери послуг».
2013—2019 — начальник управління освіти Каховської міської ради.
2019 — член виконавчого комітету Каховської міської ради.
2021—2024 — начальник управління освіти, культури, молоді, туризму та спорту Бериславської міської ради.
01-05.2024 — начальник управління професійної освіти, освітніх установ Департаменту гуманітарної політики Дніпровської міської ради.
З 05.2024 — експерт з питань освіти Асоціації міст України.
2014—2018 — доцент кафедри соціально-правових та поведінкових наук Новокаховського гуманітарного інституту Відкритого міжнародного університету розвитку людини «Україна» (за сумісництвом).
З 02.2023 — доцент кафедри педагогіки й менеджменту освіти КВНЗ «Херсонська академія неперервної освіти» Херсонської обласної ради (за сумісництвом).

## Громадська діяльність
2003—2005 — отаман Херсонської паланки Українського дитячо-юнацького товариства «Січ».
З 2006 і по сьогодні — виконавчий директор Херсонської обласної молодіжної громадської організації «Молодіжний центр регіонального розвитку» (на громадських засадах).
2007—2009 — заступник голови, керівник комісії з питань освіти, культури та молодіжної політики громадської ради при Херсонській обласній державній адміністрації.
З 2014 — член правління Херсонської обласної організації Комітету виборців України.
З листопада 2020 — депутат Каховської міської ради Херсонської області VIII скликання.
Козак Каховського козачого товариства (з 1999).
Член Всеукраїнського товариства «Просвіта» імені Тараса Шевченка (з 2003).
Член Національної спілки журналістів України (з 2007).
Член Національної спілки краєзнавців України (з 2016).
Член Наукового товариства імені Шевченка (з 2016).
Член Української асоціації дослідників освіти (з 2017).
Член British Educational Research Association (з 2023).
Член Association for Slavic, East European, and Eurasian Studies (з 2024).
Член Association for Central, South-Eastern, Eastern European, Baltic, Caucasus, Central and Northern Asian Studies (з 2024).

## Ініціативи
Ініціатор проведення всеукраїнської науково-практичної краєзнавчої конференції «Минуле і сучасність: Таврія. Херсонщина. Каховка» (м. Каховка — м. Нова Каховка — м. Берислав, 2016—2018, 2021).
Ініціатор встановлення меморіальної дошки на будинку у м. Каховка, де народився і провів дитячі роки художник, графік, письменник, педагог, однин з фундаторів Української академії мистецтв Михайло Жук
Будучи депутатом Каховської міської ради у 2021 році з нагоди 150-річчя від народження вірменського композитора Олександра Спендіарова, який народився у Каховці, ініціював проєкт рішення міської ради про повернення імені композитора Каховській школі мистецтв, яка носила його ім'я на початку 1990-х, але не отримав підтримку депутатів.
Ініціатор рішення Каховської міської ради 24 червня 2021 року про започаткування Премії з літератури, краєзнавства та мистецтв імені Михайла Жука. Встановлено розмір однієї премії — 5 тис. грн у трьох номінаціях: література, краєзнавство, мистецтво. Перше нагородження лауреатів мало відбутися у вересні 2022 року

## Відзнаки
- Почесна грамота Міністерства України у справах молоді та спорту (2005).
- Почесна грамота Херсонської обласної ради (2007).
- Лауреат Премії Верховної Ради України за внесок молоді у розвиток парламентаризму, місцевого самоврядування (2016).
- Медаль «Будівничий України» Всеукраїнського товариства «Просвіта» імені Тараса Шевченка (2018).
- Подяка Національної спілки краєзнавців України (2018).
- Подяка Асоціації міст України (2018).
- Почесна грамота Департамента освіти, науки та молоді Херсонської обласної державної адміністрації (2019).

## Сім'я
Одружений. Виховує доньку.

## Дослідницька діяльність
Коло наукових інтересів: історія освіти, історія Каховки, прояви колабораціонізму серед освітян в умовах російсько-української війни.

### Праці
- Січовий збір «Соснова Січ» / Українське дитячо-юнацьке товариство «Січ»; упоряд. М. Огданець, М. Гончар. Каховка, 2003. 21 с.
- Гончар М. В. Нижча професійна освіта на Півдні України у другій половині ХІХ — на початку ХХ ст.: методичні рекомендації. Херсон: КВНЗ «Херсонська академія неперервної освіти», 2015. 86 с. http://resource.history.org.ua/item/0013010
- Гончар М. В. Селянський повстанський рух на Півдні України (1918—1921 роки): науково-популярне видання. Київ-Херсон: Просвіта, 2007. 67 с. http://resource.history.org.ua/item/0007900
- Перший рік діяльності нової влади на Херсонщині: тенденції суспільно-політичного розвитку, 2006—2007: аналіт. звіт / В. К. Коробов, І. О. Пилипенко, Д. В. Бєлий, М. А. Гоманюк, М. В. Гончар; Ред. Ж. Кобельчук; Херсон. регіон. від-ня Асоц. міжнар. співробітництва «Атлантична Рада України», Укр. центр екон. і політ. дослідж. ім. О. Разумкова. Херсон: Айлант, 2007. 115 с.
- Стан реалізації молодіжної публічної політики у Херсонській області / Бєлий Д. В. Гончар М. В., Єлігулашвілі М. С., Мошнягул О. Д.; Херсон. обл. молодіж. громад. орг. «Молодіж. центр регіон. розв.», Херсон. обл. орг. Ком. виборців України, Херсон. міська громад. орг. «Асоц. молодих херсон. політиків та політологів». Херсон: [ПП. Асютин М. В.], 2007. 143 с. https://www.academia.edu/81319231
- Проект обласної комплексної програми «Молодь Херсонщини» на 2008—2013 роки / В. Д. Трамбовецький, М. С. Єлігулашвілі, М. В. Гончар, В. К. Коробов, І. О. Пилипенко, Д. В. Бєлий. Херсон: «Полі-Друк» ПП Лях Н. М., 2007. 24 с.
- Гончар М. Трансформація освітньої мережі територіальної громади в умовах децентралізації (на прикладі Бериславської міської територіальної громади). Підсумкова робота. Херсон, 2022. Рукопис. https://www.academia.edu/99130509/
- Гончар М. Новації законодавства про дошкільну освіту: аналітична записка / Асоціація міст України. К., 2024. 38 с. https://www.academia.edu/122309635

### Статті
- Гончар М. В. Форми участі молоді у виробленні та впровадженні політики в своїх інтересах на прикладі Херсонської області. Органи влади та молодіжні громадські організації. Інноваційні рішення в молодіжні політиці: матеріали Міжнародної науково-практичної конференції (26-27 червня 2007 року) / Відп. ред. О. В. Кулініч. Харків: Видавництво ППВ «Нове слово», 2007. С. 147—151.
- Гончар М. В. Органи молодіжного самоврядування як дієвий чинник політичної соціалізації молоді (на прикладі Херсонської області). Соціологія у (пост)сучасності: зб. наук. тез уч. VI Міжнародної наукової конференції студентів та аспірантів. Харків: ХНУ імені В. Н. Каразіна, 2008. С. 78-79.
- Слюсаренко Н. В., Гончар М. В. Діяльність Ямчицької нижчої сільськогосподарської школи на освітній ниві Херсонської губернії. Педагогічний альманах: Збірник наукових праць / ред. кол. В. В. Кузьменко (голова) та ін. Херсон: КВНЗ «Херсонська академія неперервної освіти», 2012. Вип. 15. С. 258—263. https://www.academia.edu/120690464
- Слюсаренко Н. В., Гончар М. В. Організація навчання учнів Ямчицької нижчої сільськогосподарської школи Херсонської губернії. Педагогічний альманах. Збірник наукових праць / ред. кол. В. В. Кузьменко (голова) та ін. Херсон: КВНЗ «Херсонська академія неперервної освіти», 2012. Вип. 16. С. 249—254. https://www.academia.edu/120712809
- Гончар М. В. Підготовка кваліфікованих кадрів для потреб цивільного флоту на Півдні України у ХІХ ст. Наукові записки: зб. праць молодих вчених та аспірантів Хмельницької гуманітарно-педагогічної академії /  [Історико-педагогічні дослідження в Україні: стан, проблеми, перспективи: матеріали міжвуз. наук.-практ. конф. аспірантів та молодих учених (Хмельницький, 18 жовт. 2012 р.)]. Хмельницький: ХГПА, 2012. Вип. 1. С. 17-26. https://www.academia.edu/120687758
- Гончар М. В. Діяльність нижчих професійних навчальних закладів Півдня України по підготовці робітничих кадрів (ХІХ — початок ХХ ст.). Методологічні та методичні проблеми формування історичної пам'яті учнівської молоді: матеріали Всеукраїнської науково-методологічної конференції (13-14 грудня 2012 р., м. Херсон) / за ред. С. Г. Водотики, Ю. В. Кузьменко. Херсон: КВНЗ «Херсонська академія неперервної освіти», 2012. С. 32-36. https://www.academia.edu/120713728
- Гончар М. В. Розвиток ремісничої освіти у Таврійській губернії (кінець ХІХ — початок ХХ ст.). Дослідження молодих учених у контексті розвитку сучасної науки: матер. ІІІ щорічної Всеукр. наук.-практ. конф., 18 квіт. 2013 р. / М-во освіти і науки України, Департам. освіти і науки, молоді та спорту вик. орг. Київ. міськ. ради (КМДА), Київ. ун-т ім. Б. Грінченка та ін..; заг. ред. Огнев'юка В. О. [ред. кол.: В. О. Огнев'юк, Л. Л. Хоружа, Н. М. Віннікова, О. В. Дудар]. К.: Київ. ун-т ім. Б. Грінченка, 2013. С. 9-17. https://www.academia.edu/works/120714145/
- Гончар М. В. Проблеми трудового виховання молоді у педагогічній спадщині А. С. Макаренка. Педагогічна спадщина а.с. макаренка та в.о. сухомлинського: історія та сучасність: матеріали обласних педагогічних читань (15 березня 2013 року, м. Херсон) / За ред. В. В. Кузьменка, Н. В. Слюсаренко, І. В. Воскової. Херсон: КВНЗ «Херсонська академія неперервної освіти», 2013. С. 13-16. https://www.academia.edu/120716699
- Гончар М. В. Участие национальных меньшинств юга Украины в подготовке квалифицированных рабочих кадров (вторая половина ХІХ — начало ХХ в.). Научный поиск. Научный журнал / [Материалы VI Международной научной конференции студентов, аспирантов, педагогов, молодых ученых «Шуйская сессия студентов, аспирантов, педагогов, молодых ученых» Университет — новой школе (22-23 мая 2013 г., г. Шуя)] / ФГБОУ ВПО «Шуйский государственный педагогический университет»; гл. ред. И. Ю. Добродеева. 2013. Спец. вып. № 2.1. С. 6-9. https://www.academia.edu/120717208
- Гончар М. В. Підготовка кваліфікованих робітничих кадрів у Херсонській губернії (ХІХ — початок ХХ століття). Інновації у підготовці фахівців технологічної, професійної освіти та готельно-ресторанного бізнесу: [Збірник наукових праць за матеріалами ІІ Всеукраїнської науково-практичної конференції (17-18 жовтня 2013 р., м. Херсон)]. Херсон: Айлант, 2013. С. 153—159. https://www.academia.edu/120717461
- Гончар М. В. Організаційно-педагогічна діяльність сільських ремісничих навчальних майстерень на Півдні України (кінець ХІХ — початок ХХ ст.). Педагогические основы становления субъектности в образовательном пространстве: проблема, поиск, решение: сборник научных трудов участников Международной научно-практической конференции / под ред. Р. К. Серёжниковой (г. Биробиджан, 29 октября 2013 г.). Биробиджан: ФГБОУ ВПО «ПГУ им. Шолом-Алейхема», 2013. С. 95-100. https://www.academia.edu/120717528
- Гончар М. В. Підготовка кваліфікованих робітничих кадрів на Півдні України у другій половині ХІХ — на початку ХХ ст.: історіографія питання. Педагогічний дискурс: зб. наук. праць / гол. ред. І. М. Шоробура. Хмельницький: ХГПА, 2013. Вип. 15. С. 171—175. http://nbuv.gov.ua/UJRN/peddysk_2013_15_37
- Гончар М. В. Проблеми трудового виховання молоді у педагогічній спадщині К. Д. Ушинського. Педагогіка К. Д. Ушинського: історія та сьогодення: матеріали обласної науково-практичної конференції (15 травня 2014 року, м. Херсон): у 2-х ч. Ч. 1 / За ред. Комінарець Т. В., Кузьменка В. В. Херсон: КВНЗ «Херсонська академія неперервної освіти», 2014. С. 93-96. https://www.academia.edu/120717644
- Гончар М. В. Діяльність сільських ремісничих навчальних майстерень на початку ХХ сторіччя (на прикладі Півдня України). Zbior raportow naukowych «Nauka dzis: teoria, metodologia, praktyka, problematyka» (Sopot, 30.07.2014–31.07.2014). Warszawa: Wydawca: Sp.zo.o «Diamond trading tour», 2014. Część 3/1. S. 24-28. http://xn--e1aajfpcds8ay4h.com.ua/files/file/scientific_conference_31/zbornik_nauchnih_dokladov_Sopot_31_3-1.pdf
- Гончар М. В. Аналіз архівних матеріалів з історії розвитку нижчої професійної освіти на Півдні України другої половини ХІХ — початку ХХ сторіччя. Педагогічний альманах: збірник наукових праць / ред. кол. В. В. Кузьменко (голова) та ін. Херсон: КВНЗ «Херсонська академія неперервної освіти», 2014. Вип. 23. С. 260—263. https://www.academia.edu/120718047
- Гончар М. В. Питання реформування нижчої професійної освіти у матеріалах Одеського з'їзду з ремісничої та професійної освіти (3-10 серпня 1915 р.). Наукові записки. Вип. 7. Серія: Проблеми методики фізико-математичної і технологічної освіти". Ч. 1 / За заг. ред. М. І. Садового, О. В. Єжової. Кіровоград: РВВ КДПУ ім. В. Винниченка, 2015. С. 161—164. http://nbuv.gov.ua/UJRN/nz_pmfm_2015_7(1)__47
- Гончар М. Підготовка  робітничих кадрів на Херсонщині наприкінці ХІХ  ст.: історико-педагогічний огляд. Професійно-технічна освіта. 2015. № 2. С. 60-63. https://www.academia.edu/99008738
- Гончар М. В. Образовательная деятельность сельских ремесленных учебных мастерских в начале ХХ века на Юге Украины. Вестник по педагогике и психологии Южной Сибири. 2015. № 2. С. 5-14. https://s.esrae.ru/bulletinpp/pdf/2015/2/983.pdf
- Гончар М. Розвиток нижчої професійної освіти в Єлисаветградському та Олександрійському повітах у другій половині ХІХ — на початку ХХ ст. Між Бугом і Дніпром. Науково-краєзнавчий вісник Центральної України. Кропивницький, 2016. Випуск V. С. 7-17. https://dakiro.kr-admin.gov.ua/book/2016_Mizh_Bugom_i_Dniprom_num5.pdf
- Гончар М. В. Становлення системи державного нагляду у сфері освіти на українських землях наприкінці XVIII — першій третині ХІХ ст. Педагогічний альманах: збірник наукових праць / ред. кол. В. В. Кузьменко (голова) та ін. — Херсон: КВНЗ «Херсонська академія неперервної освіти», 2016. Вип. 32. С. 257—263. https://www.academia.edu/120718358
- Гончар М. В. Становлення системи державного нагляду у сфері освіти на українських землях наприкінці XVIII — першій третині ХІХ ст.   Теоретико-методологічні основи розвитку освіти та управління навчальними закладами: матеріали ІІ Всеукр. (з міжнар. уч.) наук.-метод. конф. (м. Херсон, 18 лист. 2016 р.): в 2 ч.: ч. 1. Херсон, 2016. С. 82-87.
- Гончар М. Сучасні виклики трансформації державного нагляду у сфері освіти України. Могилянські читання — 2016: досвід та тенденції розвитку суспільства в Україні: глобальний, національний та регіональний аспекти": матеріали ХІХ Всеукр. наук.-метод. конф. (м. Миколаїв, 14-18 лист. 2016 р.): [зб. тез]: т. 2. Миколаїв, 2016. С. 44-45. https://www.academia.edu/120719963
- Гончар М. В. Державний контроль в освітній сфері України в ХІХ — на початку ХХІ століття. Підготовка менеджерів освітньої галузі в умовах децентралізації управлінських структур: світовий досвід: матеріали Всеукр. (з міжнар. уч.) наук.-практ. конф., м. Херсон, 10-11 лист. 2016 р. Херсон, 2016. С. 106—108. https://www.academia.edu/120720134
- Гончар М. В. Щоденники учителя Каховського міністерського училища Г. Ф. Младьонова як джерело дослідження сфери освіти провінційного містечка початку ХХ століття. Минуле і сучасність: Херсонщина. Таврія. Каховка: зб. матер. всеукр. наук.-практ. краєзн. конф. (16 — 17 вересня 2016 р.) / Упоряд. М. В. Гончар. Каховка–Херсон: Гілея, 2016. С. 45-47. https://www.academia.edu/28459971
- Гончар М. В. Надзорная деятельности инспекторов народных училищ в украинских губерниях Российской империи в 70-х годах ХІХ столетия. Современные проблемы гуманитарных и социальных наук: матер. междунар. науч.-практич. конф., посвят. 25-летию Независимости Республики Казахстан (г. Астана, 9 дек. 2016 р.). Астана, 2016. С. 70-73. http://egi.kz/wp-content/uploads/2016/02/Sbornik-konferentsii-09.12.2016.pdf
- Гончар М. В. Проблема періодизації підготовки кваліфікованих робітників в Україні у дорадянський період. Аркасівські читання: історичні дослідження на сучасному етапі розвитку гуманітарної науки: матеріали VІІ міжнародної науково-практичної конференції (26 квітня 2017 р.). Миколаїв: МНУ імені В. О. Сухомлинського, 2017. С. 71-73. https://www.academia.edu/32774485
- Гончар М. В. Управлінська діяльність завідуючої  Каховським міським відділом народної освіти Маргарити Бабіч (1975—1994 рр.). Минуле і сучасність: Таврія. Херсонщина. Каховка: зб. матер. ІІ Всеукр. наук.-практ. краєзн. конф. з міжнар. участю (14 — 15 вересня 2017 р.) / Упоряд. М. В. Гончар. Каховка — Херсон: Гілея, 2017. С. 145—146. https://www.academia.edu/34900073
- Гончар М. В. Практика здійснення державного нагляду інспекторами народних училищ в Таврійській губернії наприкінці ХІХ — початку ХХ століття. Педагогічний альманах: збірник наукових праць / ред. кол. В. В. Кузьменко (голова) та ін. Херсон: КВНЗ «Херсонська академія неперервної освіти». Херсон, 2017. Вип. 36. С. 242—247. https://www.academia.edu/120720612
- Гончар М. В. Розвиток системи нагляду за церковно-шкільними закладами в Україні наприкінці ХІХ — початку ХХ століття. Минуле і сучасність: Таврія. Херсонщина. Каховка: зб. матеріалів ІІІ Всеукр. наук.-практ. краєз. конф. (м. Каховка, 14 — 15 верес. 2018 р.). Каховка — Херсон, 2018. С. 140—143. http://resource.history.org.ua/item/0014658
- Гончар М. В. Каховська освіта на шляху до «Нової української школи». Директор школи, ліцею, гімназії. 2018. № 6. С. 20-24. https://director.npu.edu.ua/index.php/dslg/article/view/88
- Гончар М. В., Конончук Н. А. Підготовка вчителів у другокласних школах крізь призму наглядової практики Дніпровського повітового спостерігача Таврійської єпархії. Педагогічний альманах: збірник наукових праць / ред. кол. В. В. Кузьменко (голова) та ін. Херсон: КВНЗ «Херсонська академія неперервної освіти», 2019. Вип. 44. С. 254—263. https://pedalmanac.site/index.php/main/article/view/46/39
- Гончар М. В. Становлення нижчої професійної освіти на Мелітопольщині на початку ХХ століття. Мелітопольські краєзнавчі читання. Матеріали V науково-практичної конференції. Мелітополь: ФОП Однорог Т. В., 2021. С. 47-51. https://www.academia.edu/114206351
- Гончар М. В. Діяльність національних меншин у розбудові нижчої професійної освіти на Півдні України наприкінці ХІХ — початку ХХ століття. Південь України: етноісторичний, мовний, культурний та релігійний виміри: збірник наукових праць. Вип. 8 / відп. ред. М. І. Михайлуца. Херсон: ОЛДІ-ПЛЮС, 2021. С. 91-97. https://www.academia.edu/120721349
- Гончар М. В. Становище евакуйованих до Таврійської губернії балтійських навчальних закладів за часів Української Держави. ІСТОРІЯ В ДОКУМЕНТАХ: Збірник наукових доповідей V архівних читань (Херсон, 2 квітня 2021 року) / Херсонська обласна державна адміністрація; Державний архів Херсонської області. Херсон: Айлант, 2021. С. 10-14. https://www.academia.edu/120721729
- Гончар М. В. Відображення діяльності наглядових освітніх інститутів Російської імперії у пострадянських історико-педагогічних дослідженнях. Педагогічний альманах: збірник наукових праць / ред. кол. В. В. Кузьменко (голова) та ін. Херсон: КВНЗ «Херсонська академія неперервної освіти», 2021. Вип. 50. С. 243—253. https://doi.org/10.37915/pa.vi50.329
- Tymchuk, L., Honchar, M., Medynskyi, S., Bilyk, N., Topolnik, Y., & Serheieva, V. (2022). Andragogy in Ukraine and Western Europe: Common and Different Features throughout Its History. Revista Romaneasca Pentru Educatie Multidimensionala. 14 (1Sup1). P. 419—436. https://doi.org/10.18662/rrem/14.1Sup1/559
- Piechka, L., Honchar, M., Koval, M., Kusiy, M., Lytvyn, A., &   Levchuk, N. (2022).   Innovative Educational     Environment     in    the     Conditions     of Educational    Reform:   Neuropsychological    Approach. BRAIN. Broad Research in Artificial Intelligence and Neuroscience. 13 (1Sup1). P. 80-93. https://doi.org/10.18662/brain/13.1Sup1/304
- Гончар М. В. Ретроспективний огляд наглядової практики у сфері освіти на українських землях: від доби Київської Русі до ліквідації Гетьманщини. Педагогічний альманах: збірник наукових праць / ред. кол. В. В. Кузьменко (голова) та ін. Херсон: КВНЗ «Херсонська академія неперервної освіти», 2022. Вип. 51. С. 232—243. https://doi.org/10.37915/pa.vi51.376
- Гончар М. В. Прототип інституалізації державного нагляду за навчальними закладами на українських землях наприкінці XVIII ст. Психолого-педагогічні проблеми соціалізації особистості в сучасних умовах: матеріали Міжнародної науково-практичної конференції (м. Київ, 23-24 вересня 2022 р.). Київ — Львів — Торунь: Liha-Pres, 2022. С. 7-10. https://doi.org/10.36059/978-966-397-261-9/01
- Honchar, M. (2022). Education policy of the Russian Administration in Occupied Kherson region (the end of February — October 2022). Studies in Comparative Education, (2). https://doi.org/10.31499/2306-5532.2.2022.270951
- Гончар М. В. Директори народних училищ в системі освітнього нагляду початку ХІХ століття. Актуальні проблеми освітньої галузі України": матеріали Регіональної науково-практичної конференції молодих учених (14 лютого 2023 року, м. Херсон) / за ред. Кузьменка В. В., Кохановської О. В. Херсон: КВНЗ «Херсонська академія неперервної освіти», 2023. С. 29-32. https://www.academia.edu/109312022
- Гончар М. В. Колабораціонізм серед українських освітян: проблемні питання дослідження. Педагогічна компаративістика і міжнародна освіта — 2023: горизонти інновацій: зб. матеріалів VІІ Міжнародної наукової конференції (Київ, 25 травня 2023 р.) / Ін-т педагогіки НАПН України / За заг. ред. О. І. Локшиної. — Київ–Тернопіль: Крок, 2023. C. 81-84. URL: https://undip.org.ua/wp-content/uploads/2023/08/Comparative_2023_w-1.pdf
- Trygub, O., Honchar, M. (2024). Agricultural educational institutions of Steppe Tauria of the end of the 19th — beginning of the 20th century. East European Historical Bulletin, 30. P. 34-49. https://doi.org/10.24919/2519-058X.30.299913
- Штатський М., Гончар М. Особливості функціонування органів управління освітою територіальних громад в умовах правового режиму воєнного стану. Актуальні питання розвитку освіти та управління освітніми закладами: матеріали Другої регіональної науково-практичної конференції молодих науковців (30 січня 2025 року, м. Херсон) / За ред. Кузьменка В. В., Кохановської О. В. Херсон: КВНЗ «Херсонська академія неперервної освіти», 2025. С. 264—267 https://www.academia.edu/128500429/Shtatskyi_M_Honchar_M_Peculiarities_of_functioning_of_education_management_bodies_of_territorial_communities_under_the_legal_regime_of_martial_law